# Abd ar-Razik Ahmad Abd ar-Razik
Abd ar-Razik Ahmad Abd ar-Razik (arab. عبدالرازق أحمد عبدالرازق) – egipski zapaśnik walczący w stylu wolnym. Wicemistrz Afryki w 1979 roku.